# 420 هـ
420 هـ هي سنة في التقويم الهجري امتدت مقابلةً في التقويم الميلادي بين سنتي 1029 و1030.

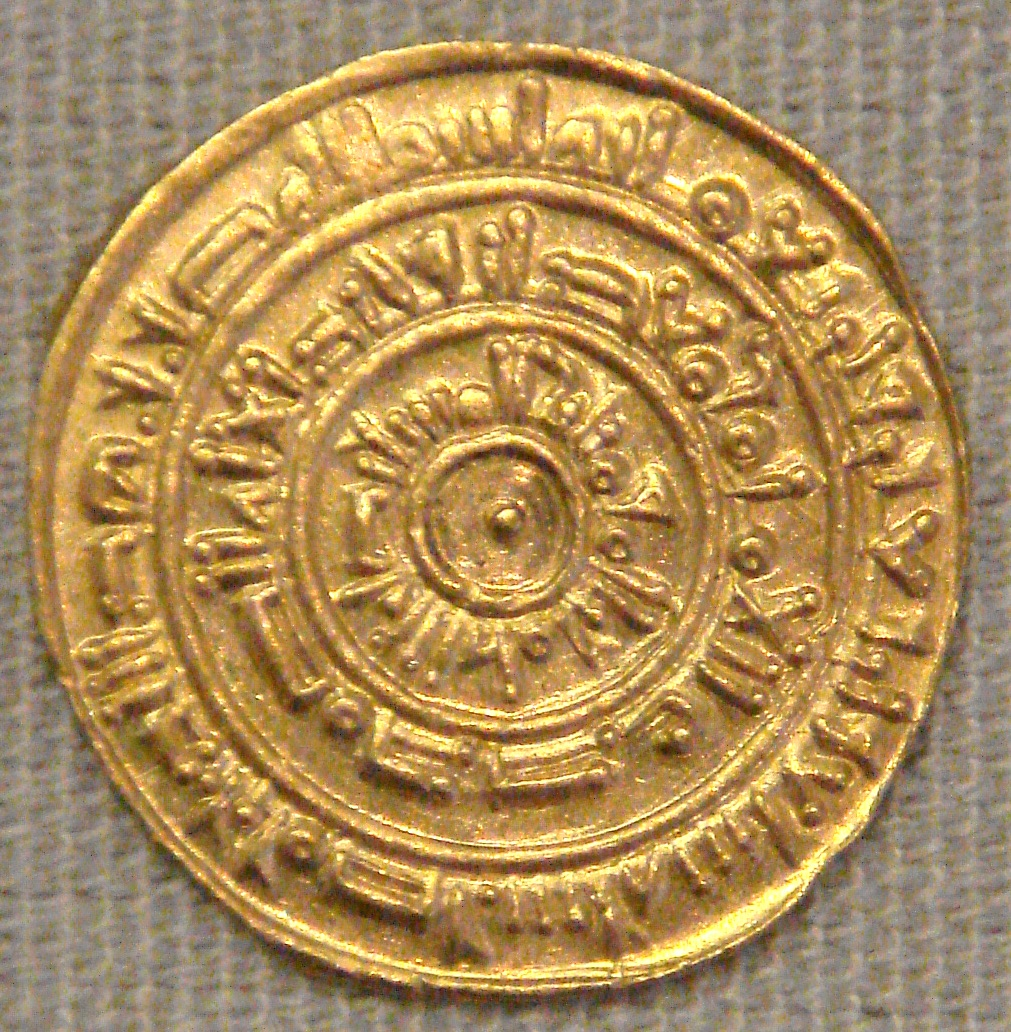
دينار فاطمي مصري، في عهد المستنصر بالله الفاطمي

## مواليد
- إبراهيم الحصري
- الحميدى
- الحميدي
- المستنصر بالله الفاطمي
- علي الحصري القيرواني

## وفيات
- أبو الفرج بن هندو
- ابن الكتاني
- ابن زريق البغدادي
- علي بن عيسى الربعي
- كوشيار
- محمد بن بركات السعيدي